# Taubenpost (Polka)
Taubenpost (Brevduvepost), op. 237, är en polka-française av Johann Strauss den yngre. Den framfördes första gången den 26 februari 1860 i Volksgarten i Wien.

## Historia
Under sin konsertturné till Ryssland år 1858 mötte Johann Strauss den unga flickan Olga Smirnitskaja och de två blev kära i varandra. Men då Olgas aristokratiska föräldrar inte samtyckte till deras kärlek fick ungdomarna brevväxla i smyg. När Strauss återvände till Wien insåg båda att deras affär var avslutad. Det är möjligt att Strauss olyckliga kärleksaffär ligger som bakgrund till polkan som först hade titeln Der Liebesbote (Kärleksbudet) och som framfördes första gången vid en konsert i Volksgarten den 26 februari 1860. När Strauss spelade polkan på nytt den 29 februari hade polkan bytt namn till Taubenpost. Troligt är att Strauss efter första framförandet mottog det brev från Olga i vilket hon meddelade att hon skulle gifta sig med en annan. Eftersom Strauss själv medgav att "det är allmänt känt att jag förlorade mitt hjärta i Sankt Petersburg" så var det alltför vida känt att hans kvinnliga beundrare i Wien skulle förstå till vem han sände "Kärleksbudet", medan ett meddelande med "Brevduvepost" inte avslöjade någon romantisk koppling.
Polkan verkar inte ha rönt någon större uppskattning i Wien. Den förekommer endast ett fåtal gånger i konsertprogrammen för 1860.

## Om polkan
Speltiden är ca 4 minuter och 41 sekunder plus minus några sekunder beroende på dirigentens musikaliska tolkning.